# انقلاب ۱۷ اکتبر
اعتراضات ۱۷ اکتبر که معمولا به انقلاب ۱۷ اکتبر شناخته می‌شود، مجموعه‌ای از اعتراضات مدنی در لبنان در سطح کشوری در پاسخ به عدم موفقیت حکومت در یافتن راه حل برای بهبود بحران اقتصادی است که طی یک سال گذشته فراگیر شده است. احتمالات مبنی بر این است که محرک مستقیم اعتراضات اعمال مالیات روی بنزین، دخانیات و تماس‌های تلفنی آنلاین از طریق واتس‌اپ می‌باشد. اعتراضات گسترده در سراسر کشور درست پس از مذاکرات در کابینه پیرامون مسائل مالیاتی آغاز شد، مالیات‌ها قرار بود از ۲۲ اکتبر اعمال شوند. در روز ۲۹ اکتبر سعد حریری از نخست‌وزیر استعفا داد و استعفای وی توسط میشل عون، رئیس‌جمهور لبنان، پذیرفته شد.

## زمینه
براساس مشاهدات، اعتراضات فوق نتیجه انباشت بحران‌های مختلف طی هفته‌های گذشته در لبنان است. از بحران دلار گرفته، تا اعتصاب پمپ‌بنزین‌ها و وقوع آتش‌سوزی‌های مکرر در نقاط مختلف لبنان به دلیل سوء مدیریت «بیش از ۱۰۰ نقطه در لبنان به دلیل بی‌کفایتی‌ها طعمه حریق گشته، عدم نگهداری هلیکوپترهای آتش‌نشانی و ناتوانی در کنترل آتش‌سوزی باعث وقوع این آتش‌سوزی‌های قابل کنترل گردید»، تعیین مالیات بر بنزین، گندم و تماس‌های تلفنی آنلاین همه و همه جزو دلایل اعتراضات مردمی قلمداد شده.
اعتراضات در اواخر ماه سپتامبر با حضور تعداد اندکی در اطراف بیروت شروع شد. در تاریخ اول اکتبر، بانک مرکزی لبنان یک استراتژی اقتصادی را اعلام کرد که وعده می‌داد تا به تمام شرکت‌هایی که مشغول تجارت و وارداتِ گندم، بنزین و اقلام داروسازی هستند دلار بدهد تا آنها بتوانند واردات خود را ادامه دهند. تحلیلگران اقتصادی راه حل فوق را به عنوان راهی کوتاه مدت تلقی کردند.
طی جلسه کابینه که در تاریخ ۱۷ اکتبر برگزار شد، با طرح ۳۶ ماده، دولت راهکارهایی را برای افزایش بودجه برای سال ۲۰۲۰ پیشنهاد داد. موارد فوق شامل افزایش ۲٪ مالیات ارزش افزوده تا سال ۲۰۲۱ و سپس افزایش ۲٪ آن تا سال ۲۰۲۲، و در نهایت رساندن آن به ۱۵٪ بود. علاوه بر این، طبق گزارش رسانه‌ها بنا بود تا با اعمال هزینه ۰٫۲ دلاری برای برقراری مکالمه از طریق تماس اینترنتی، استفاده از خدمات فوق را از حالت رایگان خارج کنند، «مانند قابلیت تماس در فیس تایم، فیس بوک و واتس اپ» جلسه نهایی پیش نویس بودجه قرار بود در ۱۸ اکتبر برگزار شود، اما با توافق نخست‌وزیر سعد حریری و رئیس‌جمهور میشل عون لغو شد.

## اعتراض‌ها

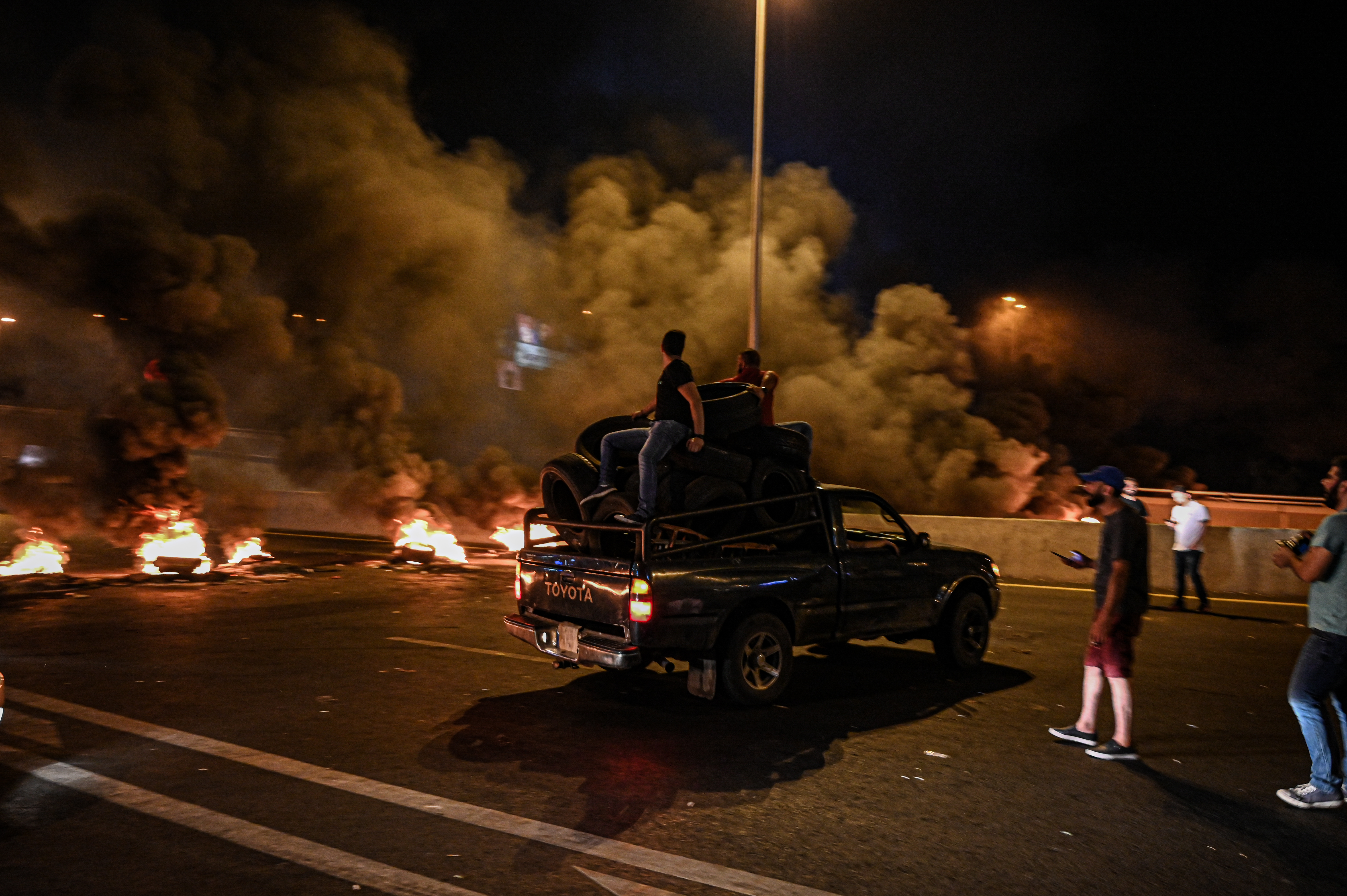
اعتراضات در آنتلیاس، اواخر شب ۱۷ اکتبر

در شب پنجشنبه ۱۷ اکتبر، حدوداً صد نفر از فعالان مدنی در اعتراض به مالیات پیشنهادی جدید هنگام ورود به مرکز شهر و اطراف آن، خیابانهای بسیار مهمی را که به غرب و شرق بیروت وصل می‌شدند را مسدود کردند. وزیر آموزش عالی اکرم شهیب و هیئت همراهش در حال عبور از منطقه بودند. معترضین به خودروی وزیر حمله کردند، در نتیجه آن یکی از محافظان وی اقدام به شلیک هوایی نمود که این مسئله باعث خشم بیشتر جماعت گشت، هیچگونه جراحتی از سوی طرفین درگیر گزارش نشد. شایان ذکر است که وزیر عضو حزب سوسیالیست مترقی (PSP) لبنان بود و به دنبال آن رئیس حزب طی پیامی توئیتری اظهار نمود: «وی با وزیر صحبت کرده و خواسته‌است تا محافظت هیئت را به پلیس بسپارد»، همان‌طور که همه ما «مطیع قانون» هستیم.
تعداد بیشتری از معترضین در میدان شهدا، میدان نجمه، خیابان حمرا و همچنین در بسیاری از مناطق دیگر لبنان حضور پیدا کردند. قرار بود جلسه کابینه توسط نخست‌وزیر لبنان، سعد حریری و به درخواست رئیس‌جمهور، میشل عون، در ظهر روز بعد یعنی ۱۸ اکتبر برگزار شود، زیرا اعتراضات ابعاد وسیع تری به خود گرفته بود و به سمت خشونت بیشتر می‌رفت. اکرم شهیب وزیر آموزش عالی اعلام کرد که کلیه مدارس و دانشگاه‌های دولتی یا خصوصی، در ۱۸ اکتبر تعطیل خواهند ماند. وزیر ارتباطات لبنان، محمد چویکار، ایده بستن مالیات بر واتس‌اپ را حدود ساعت ۱۱ عصر روز پنجشنبه ۱۷ اکتبر منتفی اعلام کرد.

### گاه‌شمار رخداد اعتراضات ۲۰۱۹

#### ۱۸ اکتبر

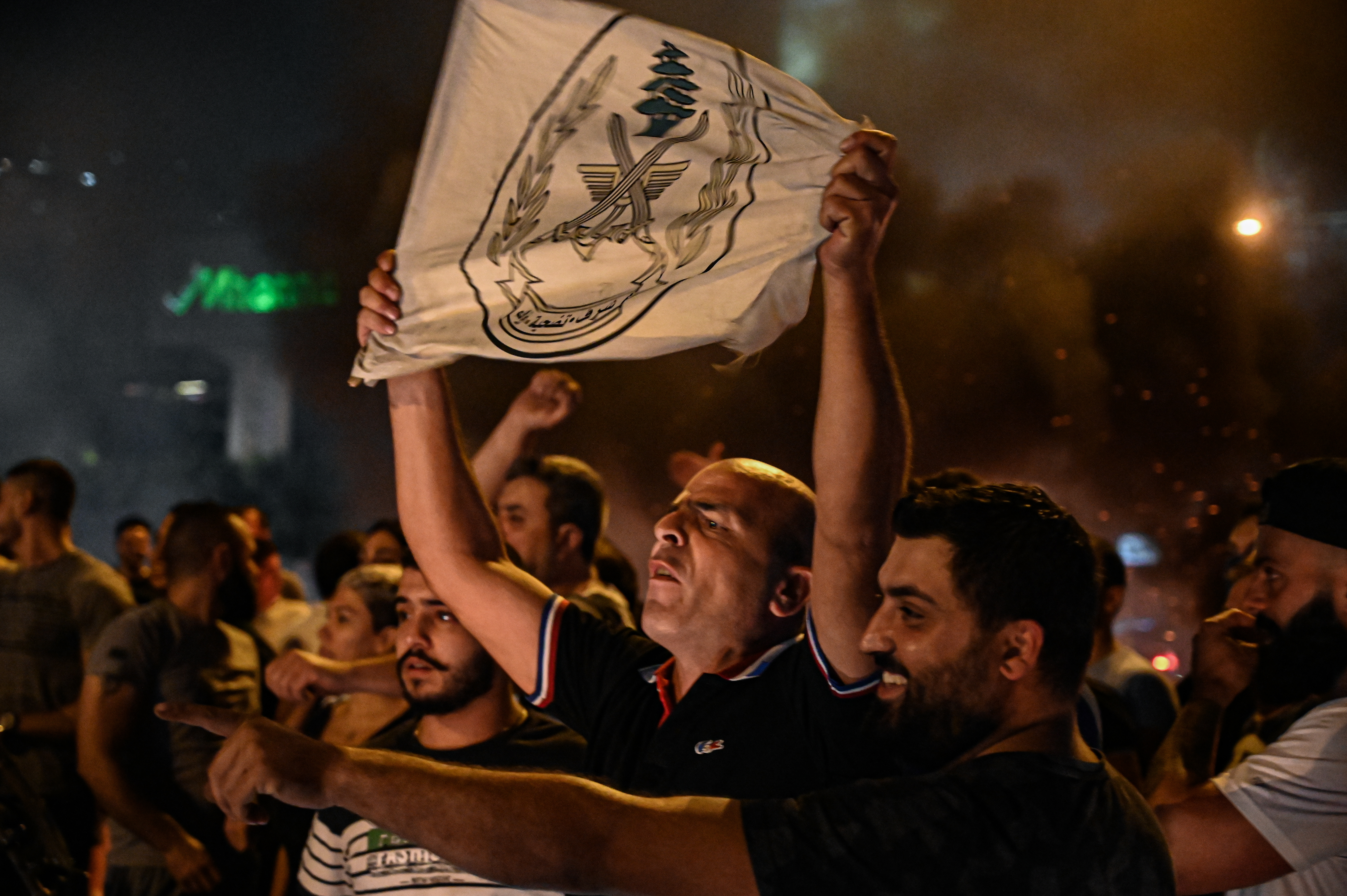
اعتراضات در آنتلیاس، اواخر شب ۱۷ اکتبر

- اعتراضات در آنتلیاس، اواخر شب ۱۷ اکتبر ۱:۲۹ صبح - دفاتر و خانه‌های احزاب حزب‌الله و جنبش امل توسط معترضین در نباتیه هدف قرار گرفتند.[۳۲][۳۳]
- ۲:۰۷ صبح - وقوع اعتصابات در بخشی عمومی توسط اتحادیه کارمندان بخش عمومی «در اعتراض به همه اصلاحات پیشنهادی».[۳۴]
- ۲:۲۴ صبح - دفاتر حزب جنبش میهنی آزاد در طرابلس هدف قرار گرفت.[۳۵]
- ۳:۱۶ صبح - شلیک گاز اشک آور به سوی معترضین توسط نیروهای امنیتی داخلی با هدف دور کردن آنها از ساختمان پارلمان لبنان.[۳۶]
- ۷:۵۲ صبح - مسدودسازی جاده‌های بزرگ در سراسر کشور توسط معترضین با سوزاندن لاستیک، سطل آشغال.[۳۷][۳۸]
- ۱۰:۵۵ صبح - وزیران نیروهای لبنان اعلام کردند که آنها در جلسه برنامه‌ریزی شده کابینه در بعد از ظهر ۱۸ اکتبر شرکت نخواهند کرد.[۳۹]
- ۱۱:۴۵ صبح - سمیر جعجع، رئیس نیروهای لبنان خواستار استعفای نخست‌وزیر سعد حریری شد.[۴۰]
- ۱۱:۴۵ صبح - جلسه بعد از ظهر ۱۸ اکتبر کابینه به‌طور رسمی لغو شد، احتمال سخنرانی نخست‌وزیر، سعد حریری خطاب به مردم در ساعت ۶ عصر.[۴۱]
- ساعت ۱:۵۴ بعد از ظهر - ولید جنبلاط، رهبر حزب سوسیالیست مترقی، خواستار ایجاد «جنبش مسالمت‌آمیز» علیه فرمان رئیس‌جمهور میشل عون شد.[۴۲]
- ۲:۱۶ بعد از ظهر - پیر ایسا از بلوک ملی خواستار کوتاه‌آمدن دولت از نجات ملی شد.[۴۳]
- ۵:۵۹ بعد از ظهر - سفارت ایالات متحده در بیروت هشدار «خودداری» داد.[۴۴]
- ۶:۴۵ بعد از ظهر - نخست‌وزیر، سعد حریری خطاب به ملت، فرصتی ۷۲ ساعته به «اعضای دولت» داد تا کار بر روی راه حل آغاز کنند، در غیر این صورت مایل است تا «رویکردی متفاوت» اتخاذ گردد.[۴۵][۴۶]

#### ۱۹ اکتبر
- ۱۱:۲۳ صبح- دبیرکل حزب‌الله لبنان حسن نصرالله خطاب به مردم، علیه تعیین مالیات‌های جدید اظهار کرد که شماتت دولت فعلی باید کنار گذاشته شود چرا که شرایط اقتصادی کنونی نتیجه اعمال دول قبلیست. وی اظهار کرد که نمی‌خواهد دولت استعفا دهد.[۴۷][۴۸]
- ۱:۰۰ ظهر - گزارش‌هایی رسید مبنی بر اینکه گروه‌های نظامی جنبش امل اقدام به تیراندازی به سوی مردم در صور لبنان کردند.[نیازمند منبع]
- ۶:۰۰ ظهر - اعتراضاتی برای ابراز همبستگی با تظاهرکنندگان در لبنان در سراسر جهان، بیشتر در شهرهای اروپایی و آمریکای شمالی، اتفاق افتاد.[۴۹]
- ۸:۰۰ ظهر - بیش از صدها هزار نفر در سراسر کشور در خیابان‌ها تظاهرات کردند.[نیازمند منبع]
- ۱۱:۵۵ ظهر - سمیر جعجع کناره‌گیری وزیران از نیروهای لبنانی را اعلام کرد.[۵۰]

#### ۲۰ اکتبر
- صدها هزار تظاهر کننده لبنانی در بخشی از میدان رید الصلح بزرگترین اجتماع را از سال ۲۰۰۵ میلادی تا کنون انجام دادند.[۵۱]
- در روز ۲۹ اکتبر سعد حریری از نخست‌وزیر استعفا داد و استعفای وی توسط میشل عون، رئیس‌جمهور لبنان، پذیرفته شد.[۱۲]

#### ۳۱ اکتبر
- میشل عون خواهان تشکیل کابینهٔ غیر امنیتی شد.[۵۲]

#### ۱۲ نوامبر
- بانک آمریکایی-لبنانی هدف اصابت گلوله معترضان قرار گرفت[۵۳]

#### ۱۳ نوامبر
- میشل عون رئیس‌جمهوری لبنان می‌گوید دلیل دودلی نخست‌وزیر سعد حریری را برای بازپس‌گیری قدرت را می‌داند[۵۴]
- طبق گزارش مقامات محلی یک مقام رسمی دولت لبنان بعد از هفته‌ها ناآرامی در اعتراضات جاری توسط یک سرباز کشته شده‌است.[۵۵]

#### ۱۴ نوامبر
- خلدون جابر فعال مدنی و معترض لبنانی که توسط ارتش بازداشت شده بود آزاد شد.[۵۶]

#### ۲۴ نوامبر
- مردم لبنان در ادامه اعتراضات خود نسبت حکومت فعلی و تحقق خواسته‌هایشان، از جمله جایگزین شدن یک حکومت تکنوکرات با دولت فعلی و همه عناصر تشکیل‌دهنده آن، امروز در میدان‌های ریاض صلح و شهدا در بیروت و بقیه شهرهای لبنان، از جمله طرابلس و کفر رمان تجمع کردند.[۵۷]
- در روز یکشنبه ده‌ها تن از مردم لبنان در مقابل سفارت آمریکا در بیروت تظاهرات کرده و دخالت آمریکا در امور کشورشان را محکوم کردند.[۵۸]

#### ۲۵ نوامبر
در روز و شب دوشنبه بیروت شاهد حمله نیروهای «حزب‌الله» و جنبش «امل» به معترضان مخالف دولت و طرفداران سعد حریری نخست‌وزیر لبنان بود. نیروهای حزب‌الله و امل با موتورسیکلت و باتوم و چماق به چادرهای معترضین حمله کرده و آنها را به آتش کشیدند به‌طوری که باعث شد نیروهای امنیتی وارد شده و برای جلوگیری از درگیری اقدام به شلیک هوایی بکنند.

#### ۱ دسامبر
تظاهرکنندگان ضددولتی روز یکشنبه فراخوان به تظاهرات بیرون از قصر ریاست‌جمهوری دادند تا با فشار گذاشتن روی رئیس‌جمهور میشل عون، رسماً پروسه تشکیل دولت جدید را شروع کند. سربازان ارتش در شاهراه منتهی به قصر، یک زنجیره‌انسانی را برای جدا کردن گروه‌ها، جهت جلوگیری از درگیری‌ها تشکیل دادند. همچنین صدها تظاهر کننده ضددولتی به سمت مرکز بیروت راهپیمایی کردند.

#### ۴ دسامبر
بعد از درز ترکیب دولت آینده در لبنان، جنبش مردمی خواهان شروع اعتراضات جدید شد و روز چهارشنبه بزرگراه المنیه و تعدادی از معابر در شمال لبنان با خودرو و کامیون توسط معترضین بسته شد.

#### ۵ دسامبر
اعتراض‌کنندگان از صبح زود در طرابلس جاده‌های داخلی و عمومی از جمله بزرگراه البحصاص را با پارک کردن اتوبوس و ماشین و آتش زدن لاستیک بستند. یک راه‌پیمایی در منطقه ابی سمراء با شرکت تعداد زیادی دختر دانش‌آموز و زنان جوان برگزار شد. در بیرونی شهرداریهای فیحاء توسط اعتراض‌کنندگان بسته شد و از کارمندان آن خواستند که آنجا را ترک کنند. آنها همچنین در جلوی اداره پلیس طرابلس تحصن کردند و شعارهایی دادند.

#### ۸ دسامبر
سعد حریری روز یکشنبه پس از اینکه سمیر خطیب نتوانست از حمایت کافی نهادهای مسلمان سنی برخوردار شود و نامزدی خود را منتفی کرد، به‌عنوان کاندید نخست‌وزیری لبنان معرفی شد.

#### ۱۲ دسامبر
روز پنج‌شنبه تعدادی از نیروهای حزب‌الله و جنبش امل قصد حمله و به آتش کشیدن چادرهای معترضان در میدان شهدا در بیروت را داشتند که نیروهای امنیتی با آن‌ها درگیر شده و با پرتاب گاز اشک‌آور مانع و سد راه حمله آن‌ها شدند. این چادرها برای تجمعات و هماهنگی میان هیئت‌های هماهنگی اعتراضات و فعالان سیاسی بکار گرفته می‌شود.

#### ۱۵ دسامبر
در روز یکشنبه درگیری‌های بی‌سابقه در بیروت رخ داد که در آن نیروهای امنیتی به سوی معترضان گاز اشک‌آور پرتاب کرده و گلوله پلاستیکی شلیک کردند. در این درگیری‌ها ۴۶ نفر زخمی شدند.

#### ۱۶ دسامبر
در روز دوشنبه درگیری‌ها بین معترضان و نیروهای امنیتی ادامه داشت. ده‌ها نفر دیگر در این درگیری‌ها زخمی شده و به بیمارستان منتقل شدند. قرار بود روز دوشنبه احزاب سیاسی بر سر تعیین نخست‌وزیر جدید به توافق برسند ولی این مذاکرات تا روز پنج‌شنبه به تعویق افتاد.

#### ۱۸ دسامبر
درگیری‌های جوانان وابسته‌به حزب‌الله و جنبش اَمَل لبنان، دو گروه شیعی، با پلیس این کشور تا پاسی‌از شامگاه سه شنبه ادامه داشت. جوانان موسم حزب‌اللهی و امل کوکتل مولوتف و سنگ می‌زدند و خودرو به‌آتش کشیدند و پلیس هم گاز اشک‌آور می‌زد. ▫️حزب‌اللهی‌ها گویا در چند شهر دیگر هم به چادرهای تحصن معترضان مخالف اوضاع اقتصادی‌وسیاسی کشور حمله‌بردند و آتش در آن‌ها انداختند. اعتراض حزب‌اللهی‌ها گویا به انتشار فیلمی‌است‌که می‌گویند در آن مردی به اهل‌بیت پیامبر اسلام توهین کرده. پلیس در دو شبِ پیش‌از این برای نخستین‌بار از آغاز جنبش جوانان علیه اوضاع اقتصادی و ساختار سیاسی کشور، با آن‌ها درگیر شده‌بود که ناگهان جوانان موسوم حزب‌اللهی موتورسوار به ماجراها وارد شدند.

#### ۲۰ دسامبر
بعد از اینکه سعد حریری در روز چهارشنبه ۱۸ دسامبر نخست‌وزیری لبنان را رد کرد و اعلام کرد: به رغم تعهد کامل من برای تشکیل دولتی تخصص‌گرا، دیگران مواضع خود را تغییر نمی‌دهند، در روز پنج‌شنبه ۱۹ دسامبر نامزد مورد حمایت حزب‌الله، حسان دیاب به عنوان نخست‌وزیر لبنان انتخاب شد.

### گاه‌شمار رخداد اعتراضات ۲۰۲۰

#### ۱۴ و ۱۵ ژانویه
به‌دنبال روی کار آمدن نخست‌وزیر جدید شامگاه سه‌شنبه در منطقه حمرا بیروت نیروهای امنیتی به سوی معترضان گاز اشک‌آور شلیک کرده و معترضان نیز به سوی آنان و بانک‌ها سنگ پرتاب کردند. این درگیری‌ها در روز و شب چهارشنبه ادامه داشت. در این درگیری‌ها ۴۵ نفر زخمی شدند که ۳۵ نفر از آنها به بیمارستان منتقل شدند. در این درگیری‌ها تعدادی نیز بازداشت شدند که معترضان در مقابل یک مقر پلیس تجمع کرده و خواهان آزادی بازداشت‌شدگان شدند.

#### ۱۶ ژانویه
روز پنج‌شنبه نیروهای امنیتی لبنان بیش از ۱۰۰ نفر که در ۴۸ ساعت گذشته بازداشت بودند را آزاد کرد. تظاهرکنندگان مجدداً پنجشنبه‌شب در جلوی بانک مرکزی و وزارت کشور در بیروت جمع شدند و اعتراض خود را نسبت به به‌کارگیری زور توسط پلیس، و شخص ریا الحسن وزیر کشور ابراز کردند.
عفو بین‌الملل این بازداشت‌ها را به‌عنوان «دستگیریهای خودسرانه» محکوم کرد. لین مالوف، مدیر امور پژوهشی خاورمیانه دیدبان گفت: «آنچه در چند روز اخیر مشاهده کرده‌ایم، تعدی خطرناک به آزادی اجتماعات و بیان می‌باشد.»

#### ۱۷ ژانویه
در حالی که اعتراضات در لبنان وارد چهارمین ماه خود شده‌است، روز جمعه ده‌ها اعتراض‌کننده در مرکز بیروت تجمع کردند و با پارک خودروهایشان مسیری را که شرق را به غرب بیروت وصل می‌کند بستند. این اعتراضات تشکیل یک دولت که در آن قدرت بین احزاب سنتی تقسیم شود را محکوم می‌کند.

#### ۱۸ ژانویه
شنبه بیروت صحنه درگیری مردم معترض مسلح به شاخه‌های درختان و پایه تابلوهای راهنمایی رانندگی در نزدیکی مجلس لبنان با پلیس شد، پلیس بعد از حمله به بانک تمامی خروجی‌ها را بلوکه کرد. تظاهرکنندگان تلاش کردند تا به ساختمانهای دولتی در بیروت حمله کنند و پلیس ضد شورش برای پراکندن آنها اقدام به شلیک گاز اشک آور کرد و خودروهای آبپاش استفاده کرد. پلیس در حالیکه تظاهرات به‌خشونت گراییده تلاش در پراکندن تظاهرکنندگان دارد و اقدام به بازکردن سیم خاردار و شلیک گاز اشک‌آور کرده تا از مانع رسیدن تظاهرکنندگان به ساختمانهای دولتی گردد.

#### ۱۹ ژانویه
روز و شب یکشنبه در بیروت اعتراضات به اوج خود رسید، هزاران نفر در جلوی ساختمان مجلس تجمع کرده و دست به اعتراض زدند. در اولین شب فراخوان به اعتراضات در هفته خشم نزدیک به ۳۷۷ نفر زخمی شده، تعدادی به بیمارستان منتقل شدند و تعدادی هم به‌صورت سرپایی درمان شدند. این اعتراضات همراه بود با شعارهایی برای خروج همه سیاستمداران کنونی از ساختار سیاسی مانند «مردم سقوط نظام را می‌خواهند» و «همه یعنی همه» بود. در این درگیری‌ها نیروهای پلیس و امنیتی با آبپاش و فشار قوی آب و شلیک گاز اشک‌آور و گلوله پلاستیکی سعی در متفرق کردن مردم داشتند و معترضان با پوشاندن صورت خود به سمت آن‌ها سنگ پرتاب می‌کردند.

#### ۲۲ ژانویه
اعتراضات در بیروت بعد از اعلام کابینه جدید حسن دیاب که از حمایت حزب‌الله و میشل عون برخوردار است همچنان ادامه دارد. اعتراض‌کنندگان می‌گویند: وزیران جایشان را به مشاورانشان دادند و وزیران نیز جای مشاورانشان نشسته‌اند، این تغییر تنها برای فریب مردم لبنان می‌باشد و آنها به اعتراضات خود ادامه خواهند داد. تظاهرکنندگان نزدیک پارلمان سنگ و ترقه و چوب به سوی نیروهای امنیتی پرتاب کردند که آنها با گاز اشک‌آور و اسپری فلفل پاسخ دادند.

#### ۲۵ ژانویه
روز شنبه پلیس لبنان برای متفرق کردن مردم و جوانان معترض که در اطراف ساختمان‌های دولتی قصد عبور از موانع را داشتند از گاز اشک‌آور و آبپاش فشار قوی استفاده کرد، در همان حال نیروهای ویژه ضدشورش وارد صحنه شدند.

#### ۱۱ فوریه
مردم معترض برای جلوگیری از برگزاری جلسه رای اعتماد به اعضای کابینه دولت حسن دیاب در اطراف مجلس تجمع کرده بودند که نیروهای امنیتی با استفاده از گاز اشک‌آور و ماشین‌های آب‌پاش سعی کردند معترضان را از اطراف ساختمان پارلمان متفرق کنند اما با مقاومت معترضان که به سمت آنها سنگ پرتاب کرده و موانع بتنی را واژگون کردند مواجه شدند. معترضان پیش از آغاز جلسه رای اعتماد پارلمان، تلاش کردند خودروهای نمایندگان را متوقف کنند و مانع از حضور آنها در جلسه شوند. در این درگیری ۲۸۰ نفر مجروح که ۳۹ نفر از آنان در بیمارستان بستری و بقیه مجروحین سرپایی مداوا شدند.

#### ۴ مارس
شب چهارشنبه مردم لبنان در پی بی‌نتیجه ماندن مطالبات اجتماعی، استمرار بحران اقتصادی و افزایش قیمت دلار در بازار سیاه، مواد غذایی و کالاهای اساسی در لبنان دست به اعتراض در بعضی از نقاط بیروت در مقابل ساختمان‌های دولتی و صرافی‌ها و بانکی زدند.

#### ۲۸ آوریل
در موج جدید تظاهرات لبنان علیه وضعیت اقتصادی و فساد دولتی در درگیری‌های دوشنبه شب ۲۷ آوریل بین معترضان و نیروهای ارتش در شهر طرابلس یک نفر کشته و تعدای مجروح شدند. سه‌شنبه شب نیز درگیرهایی ادامه داشت که طی آن چند بانک در طرابلس به آتش کشیده‌شد.

#### ۶ ژوئن
در روز شنبه اولین اعتراضات بزرگ پس از اینکه دولت اقدامات ایزولاسیون ویروس کرونا را کاهش داد، صدها نفر از معترضین لبنانی برای ابراز خشم خود نسبت به برخورد دولت با بحران عمیق اقتصادی به خیابان‌ها شتافتند، در میدان شهدا واقع در مرکز بیروت تجمع کرده و نیروهای امنیتی از شلیک گاز اشک‌آور و گلوله‌های پلاستیکی برای پراکنده کردن تظاهرکنندگان استفاده کردند که متقابلاً معترضان به پرتاب سنگ پرداختند. معترضین سطل‌های زباله را آتش زدند و یک فروشگاه مبلمان را در منطقه مرفه خرید و فروش پایتخت به آتش کشیدند، و برای مسدود کردن جاده وسایل آن از جمله یک تختخواب را بیرون کشیدند. صلیب سرخ لبنان گفت: در این خشونت‌ها ۴۸ نفر زخمی شدند که ۱۱ نفر از آنها در بیمارستان بستری شده و بقیه در صحنه معالجه شدند. نیروهای ارتش لبنان نیز دیواری انسانی را در برابر معترضان در خیابان بشار الخوری برای ممانعت از پیشروی آنها به سمت مجلس لبنان ایجاد کردند. از جمله خواسته‌های معترضین خلع سلاح گروه شبه نظامی شیعه حزب‌الله وابسته به حکومت ایران بود.

#### ۱۱ ژوئن
در روز پنج‌شنبه در بسیاری از شهرهای لبنان، از شهر شمالی طرابلس تا شهر جنوبی صیدون مردم معترض به خاطر وخامت وضعیت اقتصادی دست به اعتراض زده و به خیابان‌ها ریختند و علیه فساد در دولت شعار دادند و جاده‌ها را با آتش زدن سطل‌های زباله و لاستیک بستند. در طرابلس جوانان و مردم معترض با پرتاب کوکتل مولوتف به سمت ساختمان بانک مرکزی، آنرا به آتش کشیدند و نیروهای پلیس با شلیک گاز اشک‌آور تلاش در متفرق کردن مردم معترض کردند. این دور از اعتراضات شدیدترین و گسترده‌ترین اعتراضات و تظاهراتی بود که بعد از بحران ویروس کرونا شکل گرفته بود.

#### ۱۲ ژوئن
روز جمعه برای دومین روز متوالی مردم خشمگین و معترض به وضعیت اقتصادی و فساد دولتی در برخی از شهرهای لبنان دست به اعتراض زده و با نیروهای امنیتی درگیر شدند و نیروهای امنیتی با استفاده از گاز اشک‌آور و گلوله‌های پلاستیکی سعی در متفرق کردن آنها داشتند.

### گاه‌شمار رخداد اعتراضات ۲۰۲۱

#### ۲ مارس
دور جدید اعتراضات در لبنان به دنبال کاهش بی‌سابقه ارزش پول ملی لبنان در برابر ارزهای خارجی از جمله دلار آغاز شد.

#### ۶ مارس
در پنجمین روز اعتراضات، معترضان شنبه در شماری از شهرهای این کشور جاده‌ها و معابر را مسدود کردند. بنابر گزارش رویترز، حسان دیاب، کفیل نخست‌وزیری هشدار داد که «لبنان در خطر است و اگر دولت جدید به زودی در لبنان تشکیل نشود او چاره‌ای جز کنار رفتن نخواهد داشت.»

#### ۸ مارس
راه‌بندان‌ها در محورها و جاده‌های ارتباطی اصلی لبنان در روز دوشنبه به اوج خود رسید که به سرعت بخش بزرگی از فعالیت‌های روزمره را متوقف کرد.

#### ۹ مارس
روز سه‌شنبه ارتش بزرگ‌راه مهمجل الدیب که در شمال پایتخت قرار دارد و تعدادی دیگر از جاده‌ها را باز کرد ولی در نقاط دیگر لبنان، از جمله در حوالی طرابلس و در منطقهٔ بقاع هنوز برخی جاده‌ها توسط معترضان با آتش زدن لاستیک و سطل زباله بستند.

#### ۱۳ مارس
روز شنبه در اعتراض به تداوم بحران اقتصادی و در واکنش به سقوط مجدد ارزش پول ملی لبنان، مردم معترض به خیابان‌ها آمدند. معترضان محورهای ارتباطی در این کشور را مسدود کردند. در بیروت، پایتخت لبنان، نیز معترضان با استفاده از سطل‌های زباله، برخی از مسیرهای درون‌شهری را بستند.

#### ۱۷ آوریل
گروهی از فعالان جنبش مدنی در لبنان در مقابل ساختمان وزارت امور خارجه و مهاجران به خاطر حمله سفیر جمهوری اسلامی به اسقف مارونی، بشارهٴ بطرس الراعی، تظاهرات کردند. تظاهر کنندگان با بلند کردن بنرهایی خواستار اخراج سفیر جمهوری اسلامی ایران از لبنان شدند و در برخی از آنها عبارات «اینجا لبنان است، نه به رژیم آخوندها» و «سفارت ایران خجالت» وجود داشت.

#### ۱۵ و ۱۶ ژوئیه
به دنبال انصراف سعد حریری از سمت نخست وزیر، در بخش‌های سنی‌نشین بیروت تظاهرات اعتراضی برگزار شد و معترضان با آتش زدن لاستیک خیابا‌ن‌ها را مسدود کردند. در روز جمعه ۱۶ ژوئیه در اعتراضات طرابلس که در حال حاضر اکثر مردم آن زیر خط فقر هستند، دست‌کم ۱۹ نفر زخمی شدند.

#### ۴ اوت
روز چهارشنبه هزاران نفر در بندرگاه بیروت به مناسبت سالگرد انفجار مهیب سال گذشته تجمع کرده و با در دست گرفتن تصاویر قربانیان این فاجعه خواستار اجرای عدالت شدند. نیروهای پلیس به سوی معترضان که در اطراف ساختمان پارلمان تجمع کرده بودند، گاز اشک‌آور شلیک کردند. در جریان درگیری بین پلیس و معترضان حداقل شش نفر مجروح شده‌اند.

## تشکیل دولت جدید
در ۲۲ ژانویه ۲۰۲۰ دولت جدید لبنان به ریاست حسن دیاب با ۲۰ وزیر که شش وزیر آن زن هستند معرفی شد که اکثراً از متخصصینی هستند که مورد حمایت گروه شیعی حزب‌الله و احزاب سیاسی متحد می‌باشند.
در میان شش زن که در کابینه می‌باشد، زینت عکر به عنوان نخستین وزیر دفاع زن در لبنان و جهان عرب است. وی از یک خانواده مسیحی ارتودوکس است.
در اوت ۲۰۲۰ (مرداد ۱۳۹۹) حسان دیاب اعلام کرد که بخاطر حادثه انفجار در بندر بیروت کل کابینه استعفا داده و میشل اون، رئیس‌جمهور این کشور هم استعفا را پذیرفت، اما قرار شد دولت او به‌طور موقت تا زمان تشکیل یک دولت جدید اداره امور لبنان را بدست بگیرند
میشل عون، رئیس‌جمهوری لبنان، در روز پنج‌شنبه ۲۲ اکتبر ۲۰۲۰ برابر با اول آبان ۱۳۹۹، سعد حریری نخست‌وزیر پیشین لبنان را بار دیگر به‌عنوان نخست‌وزیر لبنان معرفی کرد و خواهان تشکیل کابینه در اسرع وقت توسط وی شد.
در روز پنج‌شنبه ۱۵ ژوئیه ۲۰۲۱ سعد حریری به دلیل اختلاف با میشل عون و نرسیدن به توافق با وی، از تلاش خود برای تشکیل دولت جدید لبنان انصراف داد.

### واکنش‌ها
- در روز چهارشنبه ۲۲ ژانویه ۲۰۲۰ مایک پومپئو، وزیر امور خارجه آمریکا گفت: «در صورتی که دولت جدید لبنان به انجام اصلاحات متعهد باشد، ایالات متحده آماده است تا با این دولت همکاری کند… ما خواهان دولتی هستیم که فاسد نباشد و برآمده از اراده مردم لبنان باشد.» وی افزود: «تظاهرات‌هایی که امروز در لبنان جریان دارد به حزب‌الله می‌گوید دیگر کافی است.»[۱۰۶]
- بیانیه سخنگوی سیاست خارجی اتحادیه اروپا: «دولت جدید لبنان باید به‌سرعت با چالشهای جدی اقتصادی مقابله کند و اصلاحات ساختاری انجام دهد تا به نیازها و انتظارات مردم لبنان پاسخ بدهد. حفاظت مناسبی باید برای گروه‌های آسیب پذیرتر جامعه تضمین شود.» در این بیانیه اضافه شد: «اتحادیه اروپا بر شراکت قوی با لبنان و مردم این کشور و حمایت ادامه‌دار از ثبات، یکپارچگی و تمامیت ارضی، حق حاکمیت و استقلال سیاسی لبنان تأکید مجدد می‌کند.»[۱۰۷]

## انفجار بیروت و از سرگیری اعتراضات
- روز شنبه ۱۸ مرداد ۱۳۹۹(۸ اوت ۲۰۲۰)، صدها نفر در لبنان، چهار روز بعد از انفجار بندر بیروت، به خیابان‌ها ریختند، آنها در حالی که به‌صورت سمبلیک حلقه‌های طناب دار در دست داشتند، علیه دولت و سیاستمداران کشور که آنها را مسئول این انفجار بزرگ می‌دانند شعار دادند. در این میان شماری از افسران بازنشسته به ساختمان وزارت خارجه هجوم برده و آن را تصرف کرده و می‌گویند آن را به «مقر انقلاب لبنان» تبدیل کرده‌اند. اعتراضات در لبنان علیه دولت جدید نیز ادامه یافت. اگرچه شیوع کرونا در کشور برای چند ماه از شدت اعتراضات کاسته بود، اما خرداد ۱۳۹۹ دوباره تجمعات اعتراضی در کشور برگزار شد؛ و اکنون هم انفجار در بندر بیروت به خشم معترضان دامن زده و آنها را بار دیگر راهی خیابان‌ها کرده‌است.[۱۰۸][۱۰۹]
- مردم بیروت طی بازدید امانوئل مکرون، رئیس‌جمهور فرانسه، خشم خود را علیه دولت به نمایش گذاشتند. بعضی از مردم هنگام عبور رئیس‌جمهوری فرانسه از میان خرابه‌های به جا مانده از انفجار، شعارهای «انقلاب» و «مرگ بر رژیم» سر دادند.[۱۱۰]
- به گزارش خبرگزاری رویترز، در حالی که معترضان سعی در شکستن موانع برای راهیابی به ساختمان پارلمان بودند، پلیس ضد شورش لبنان برای پراکندن آنها از گاز اشک آور استفاده کرده‌است.[۱۱۱] در این درگیری‌ها بیش از ۱۱۰ نفر مجروح و ۳۲ نفر بستری شدند.[۱۱۲] معترضان می‌گویند دولتمردان و سیاستمداران کشور فاسد هستند. در این میان حزب مسیحی کتائب لبنان از استعفای سه نماینده این حزب در پارلمان استعفا خبر داده و دیگر نمایندگان را نیز به استعفا دعوت کرده‌است.[۱۰۸]
- روزنامه گاردین از قول معترضان گزارش داده که مردم خسته شده و به سیاست‌مداران اعتمادی ندارند. معترضان می‌گویند دولت ماه‌هاست که از وجود مواد منفجره خطرناک در بندر بیروت باخبر بود، اما اقدامی نکرده‌است.[۱۱۳] طبق گزارش‌ها، عامل رخداد روز سه‌شنبه محموله‌ای از ۲۷۵۰ تن نیترات آمونیوم بود که در بندر بیروت انبار شده بود.[۱۰۸]
- ۹ اوت ۲۰۲۰ در روز یکشنبه، در حالی که برخی از مردم لبنان فراخوان به استمرار قیام تا سرنگونی رهبران در بحبوحه خشم عمومی در مورد انفجار ویرانگر این هفته در بیروت دادند، روحانی ارشد مسیحیان مارونی بکارا بوتروس الرای گفت: «استعفای یک نماینده یا یک وزیر کافی نیست، کل دولت اگر که نمی‌تواند به بهبود این کشور کمک کند باید استعفا دهد».[۱۱۴]
- در دومین روز از سرگیری اعتراضات بعد از انفجار بزرگ بیروت، ۹ اوت، ده‌ها هزار نفر که خواهان استعفای دولت و خلع سلاح حزب‌الله هستند، در میدان شهدا تجمع کرده و درصدد راهی برای ورود به ساختمان پارلمان می‌باشند، در همین میدان شهدا پلیس ضد شورش با مردم درگیر شده و با شلیک گاز اشک‌آور و ضرب و شتم با باتوم دنبال متفرق کردن معترضان هستند.[۱۱۵]
- در ۱۱ اوت ۲۰۲۰ برای چهارمین روز تعداد زیادی از مردم لبنان در راهپیمایی شمع‌ها و اشک‌ها در بیروت به‌مناسبت گذشت یک هفته از انفجار بزرگ بندر بیروت شرکت کردند. آنها هم‌زمان با صدای اذان مساجد و زنگ‌های کلیساها اسامی ۱۷۱ قربانی این حادثه را خواندند و شعارهایی علیه حکومت دادند و خواستار استعفای رئیس‌جمهور میشل عون و رئیس پارلمان نبیه بری شدند. بنا بر گزارش خبرگزاری رویتر، صلیب سرخ لبنان گفت، در درگیری بین معترضین و پلیس لبنان در نزدیکی پارلمان بیروت، حداقل ۴۲ نفر زخمی شدند که ۱۰ مجروح به بیمارستان و بقیه در صحنه معالجه شدند.[۱۱۶][۱۱۷]

### تحولات
- در روز یکشنبه ۹ اوت، وزرای اطلاع‌رسانی و محیط زیست و چندین نماینده مجلس لبنان استعفا دادند.[۱۱۵]
- در روز دوشنبه ۱۰ اوت، ماری کلود نجم، وزیر دادگستری لبنان، در بیانیه‌ای گفت که استعفایش را تقدیم دولت کرده‌است.[۱۱۸]
- شامگاه دوشنبه ۱۰ اوت، حسان دیاب، نخست‌وزیر لبنان، استعفای هیئت دولت را اعلام کرد، این تصمیم بعد از تظاهرات مردم لبنان در اعتراض به فساد دولتی و انفجار بزرگ بیروت و در پی کناره‌گیری و استعفای شماری از وزیران صورت گرفت. وی در پیام تلویزیونی انفجار بیروت را نتیجه فسادی ریشه‌دار در کشور دانست.[۱۱۹]

## نگارخانه
تصاویری از اعتراضات در بیروت، به تاریخ ۱۸ اکتبر ۲۰۱۹.

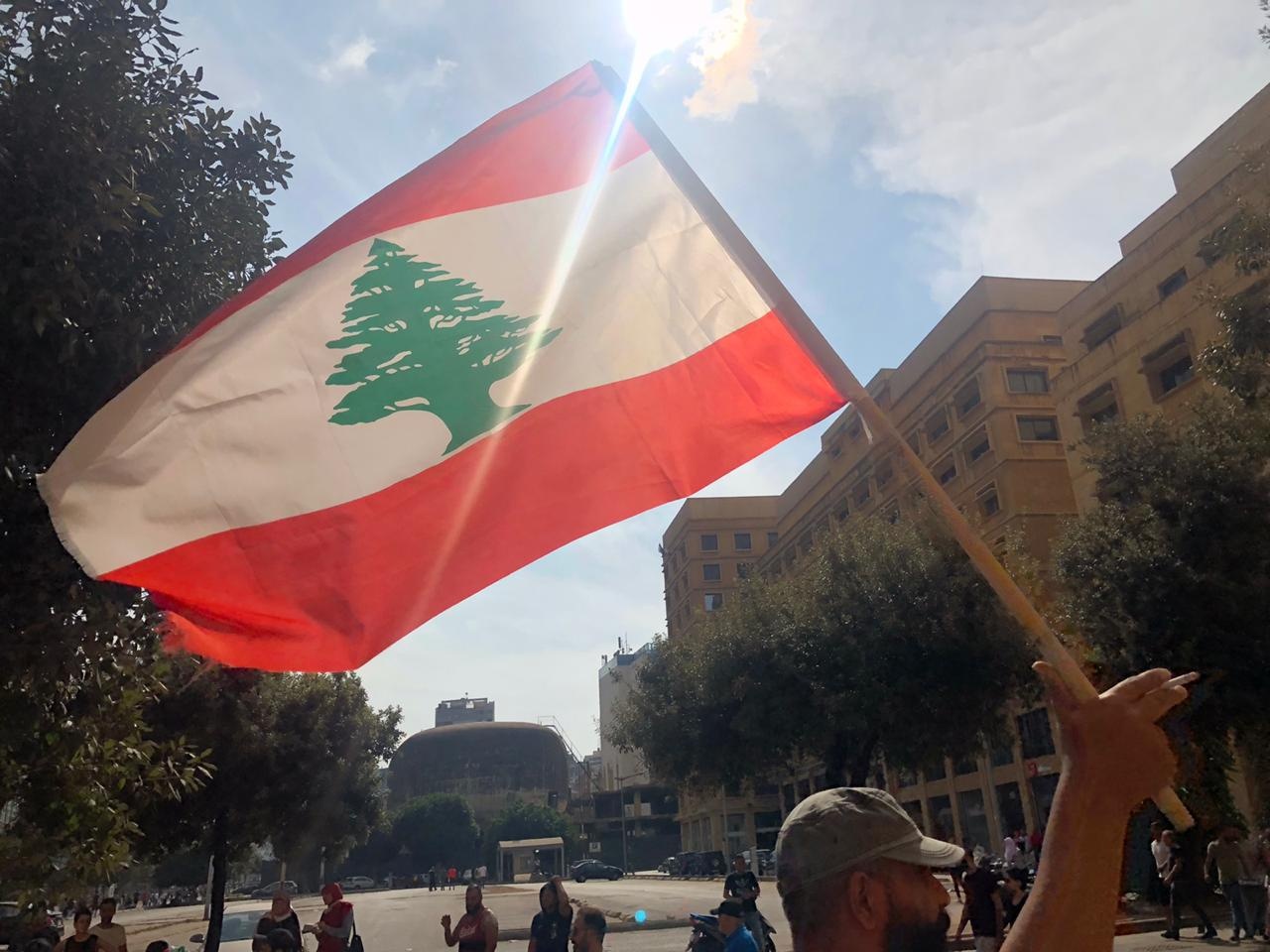
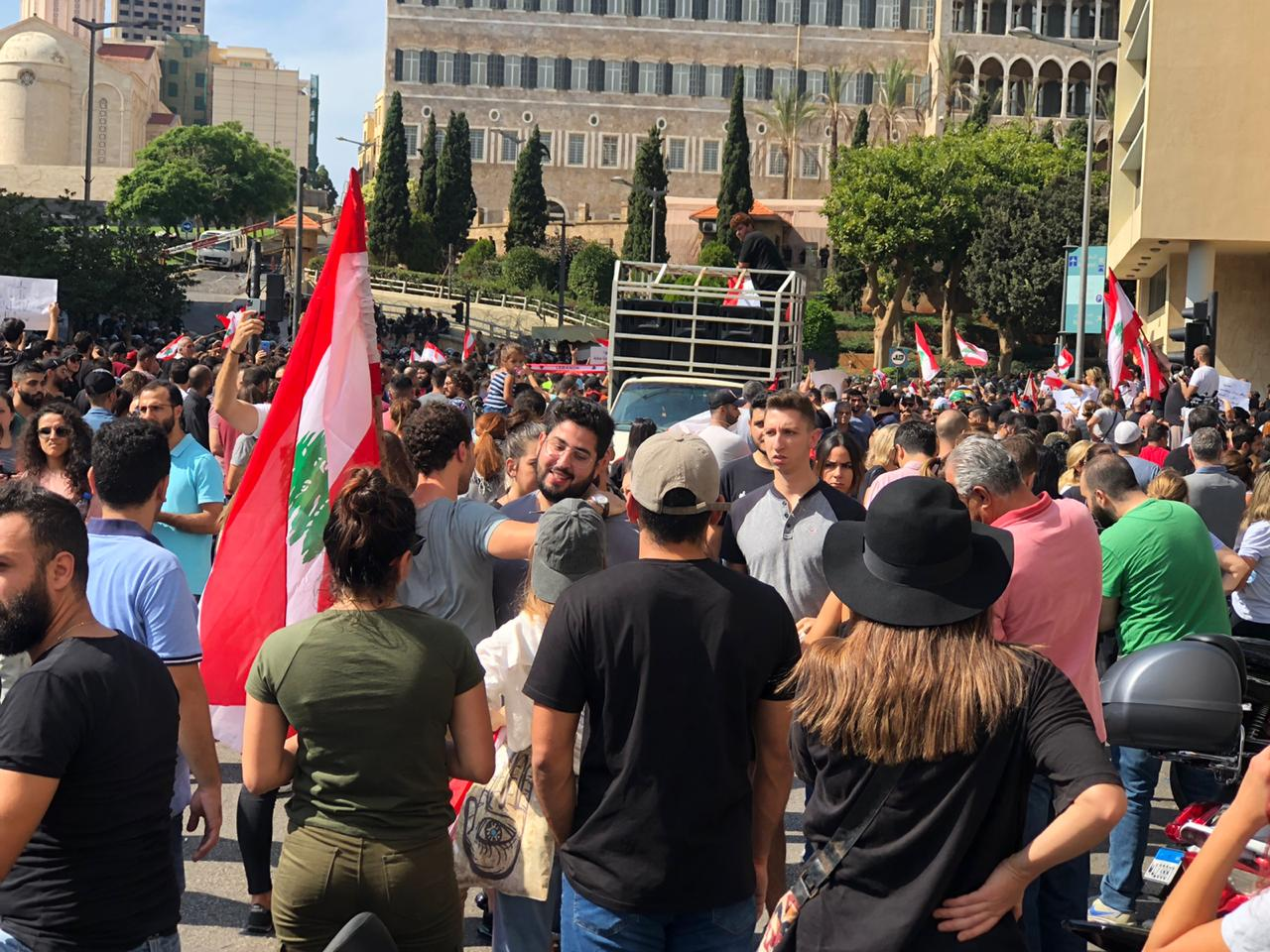
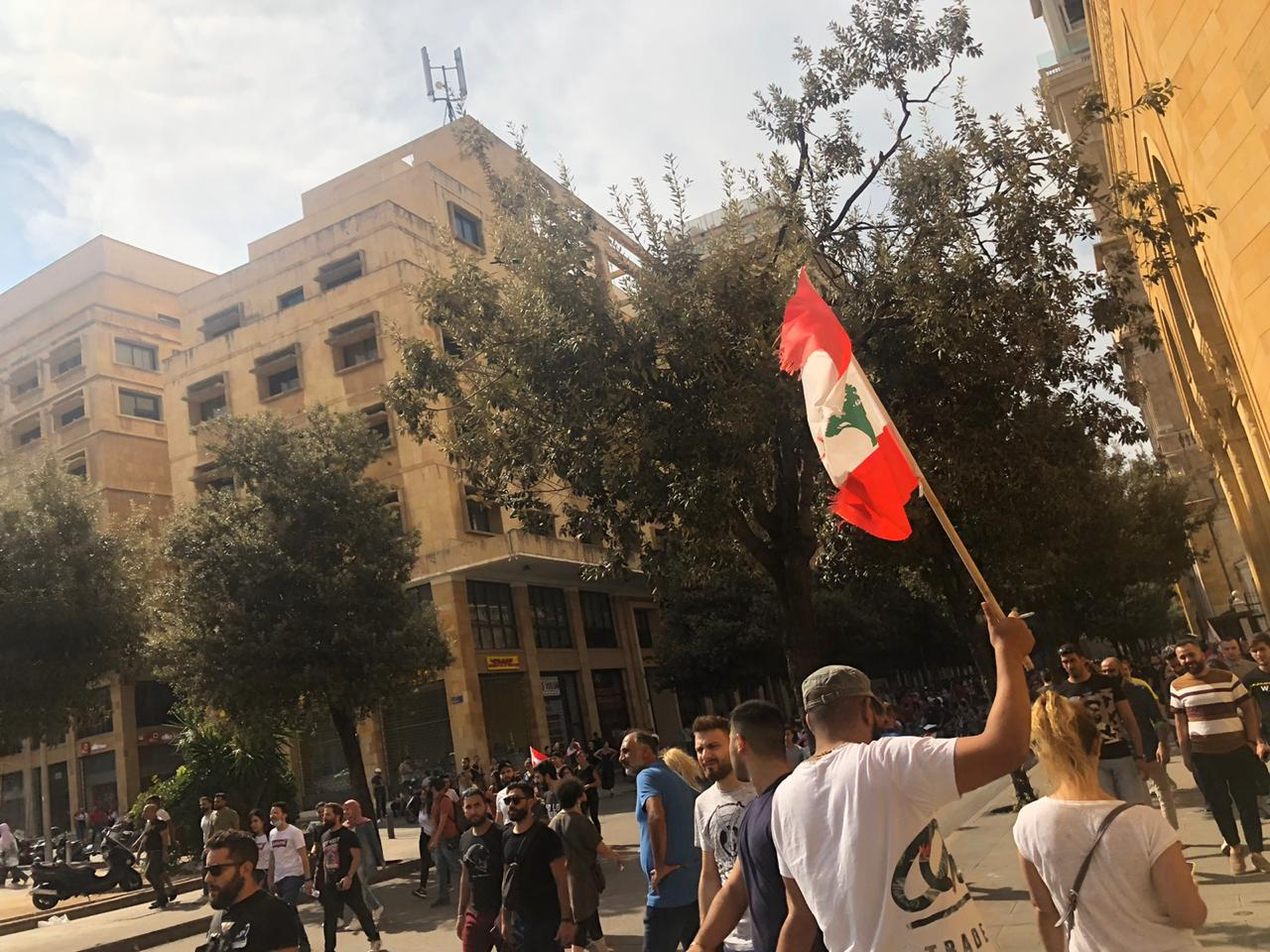
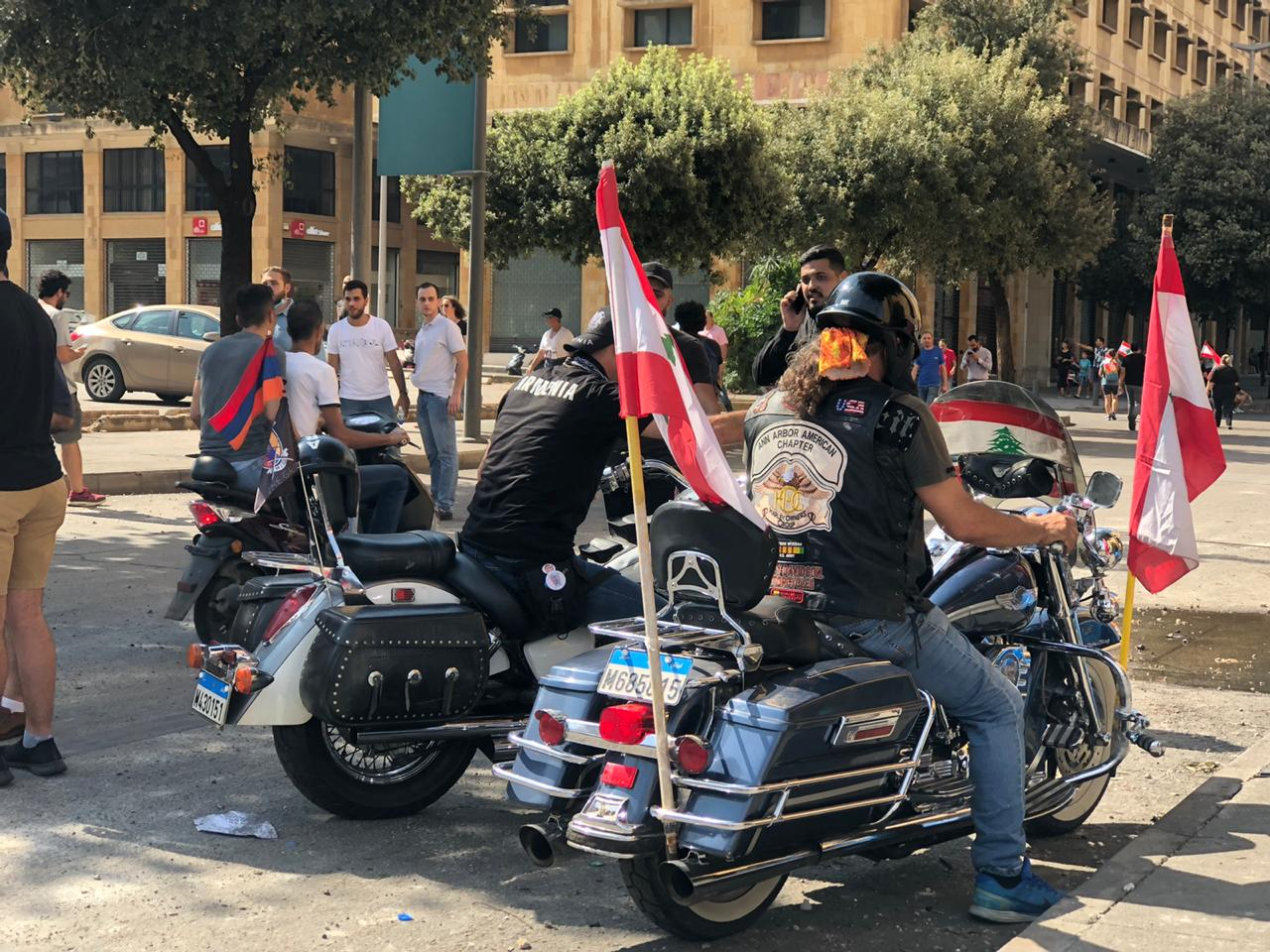
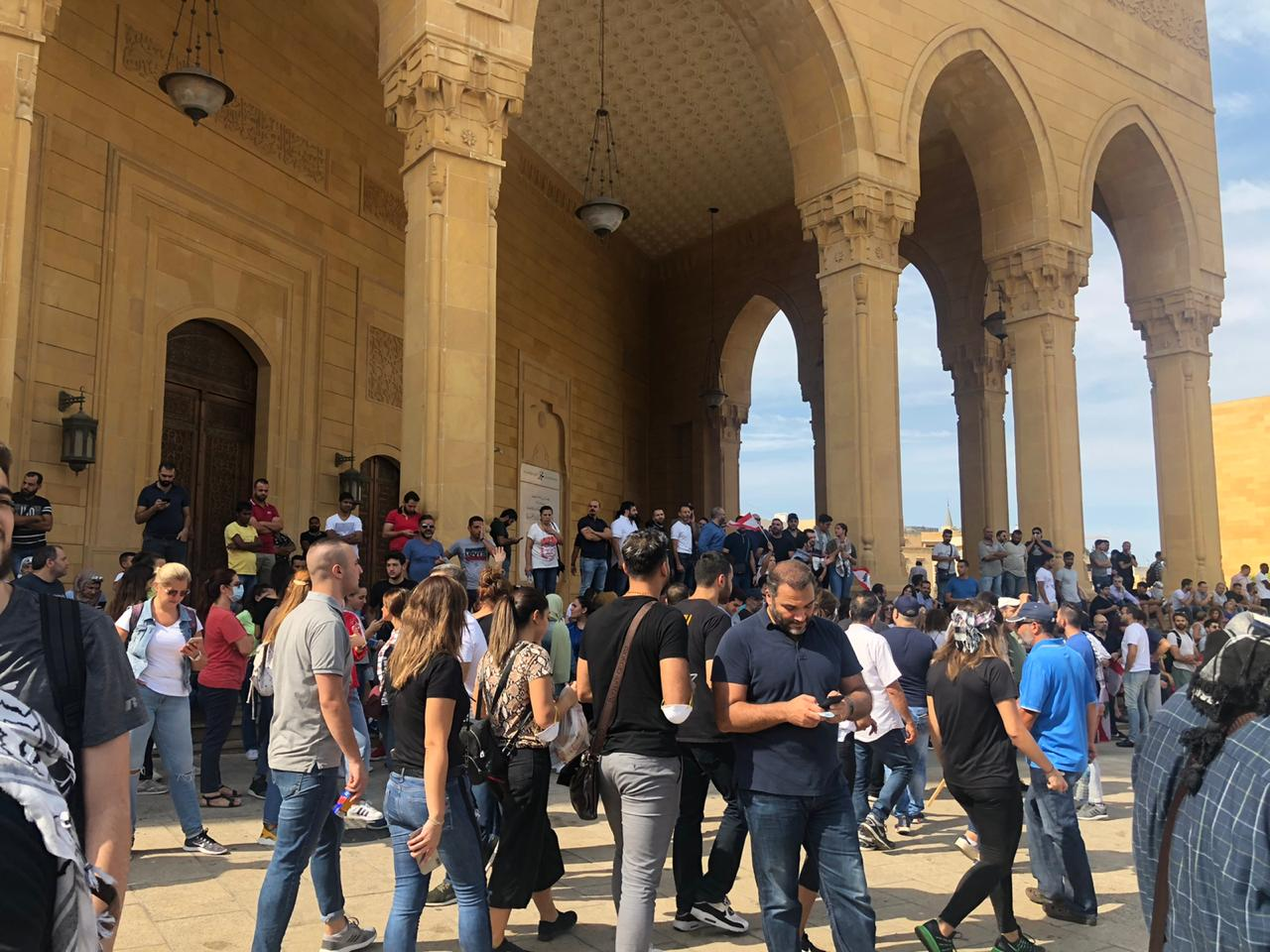
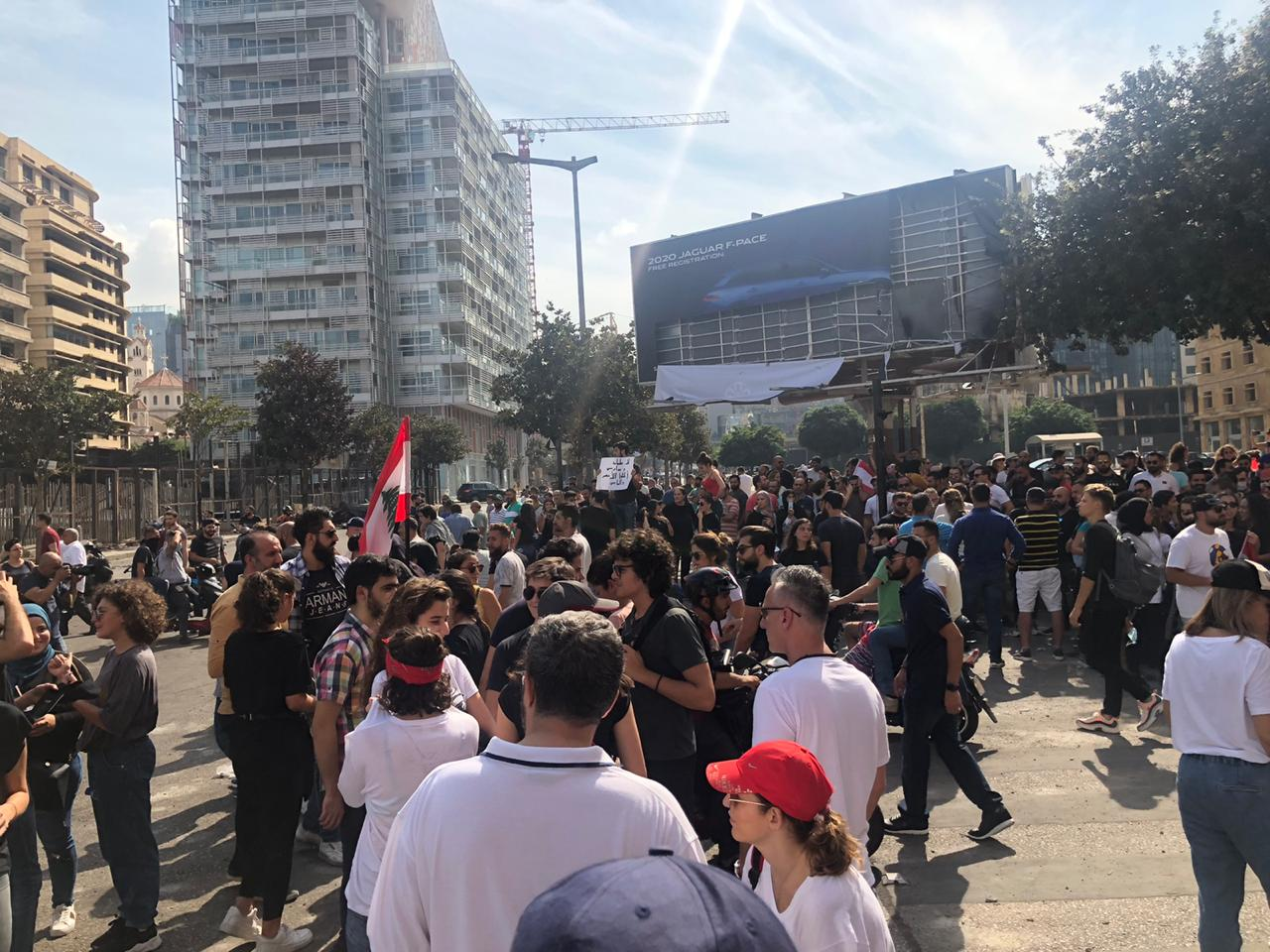
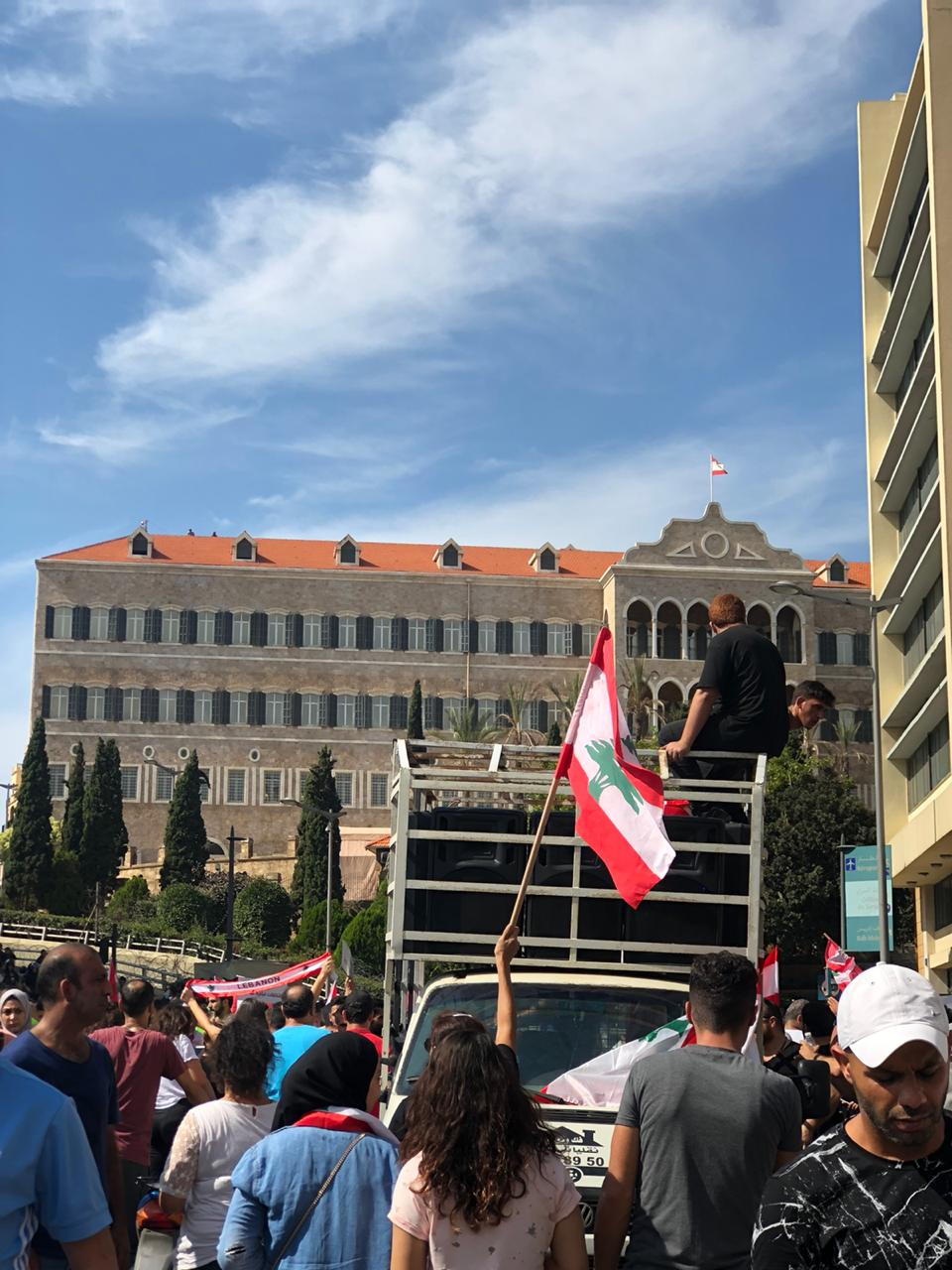
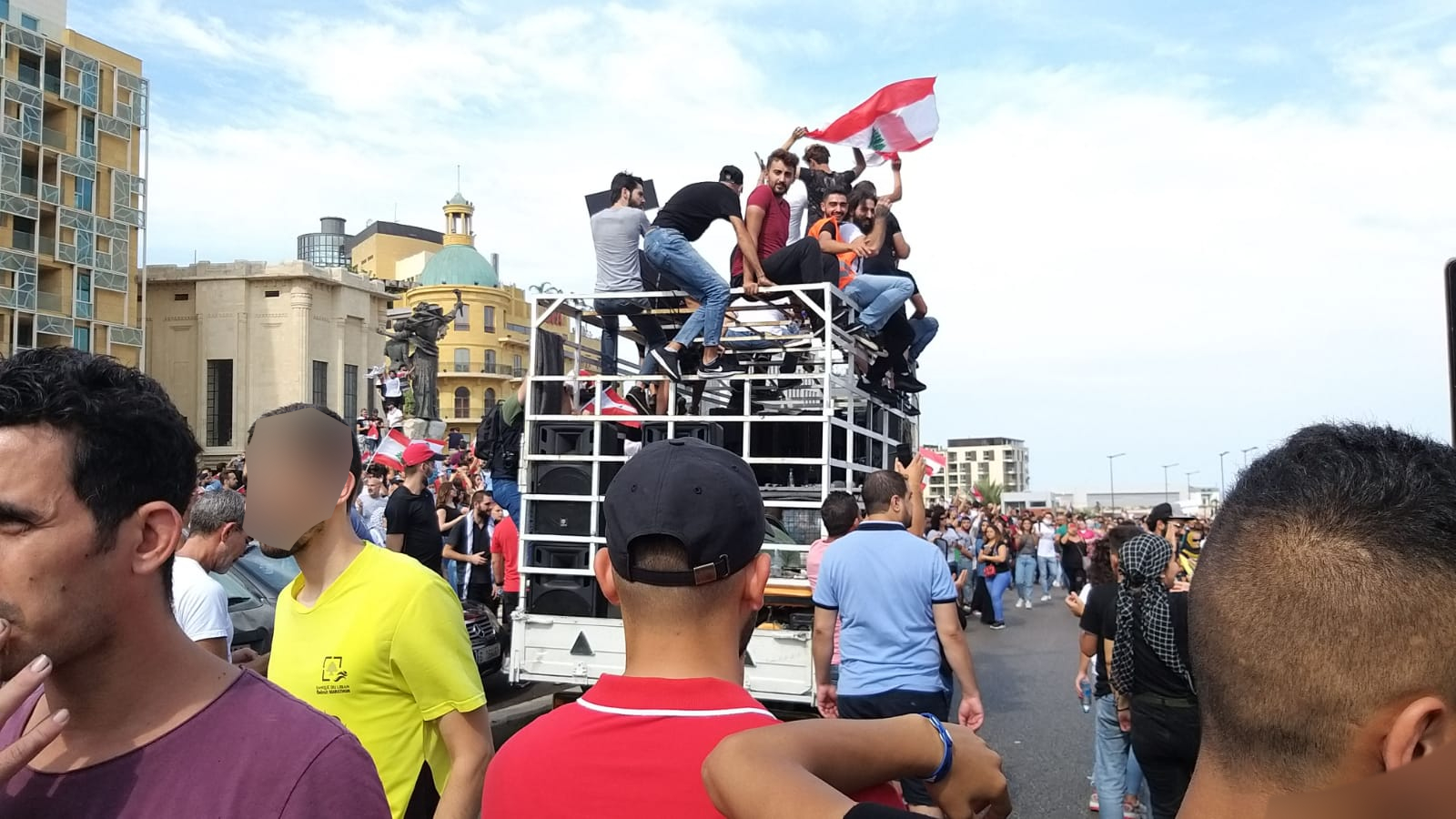
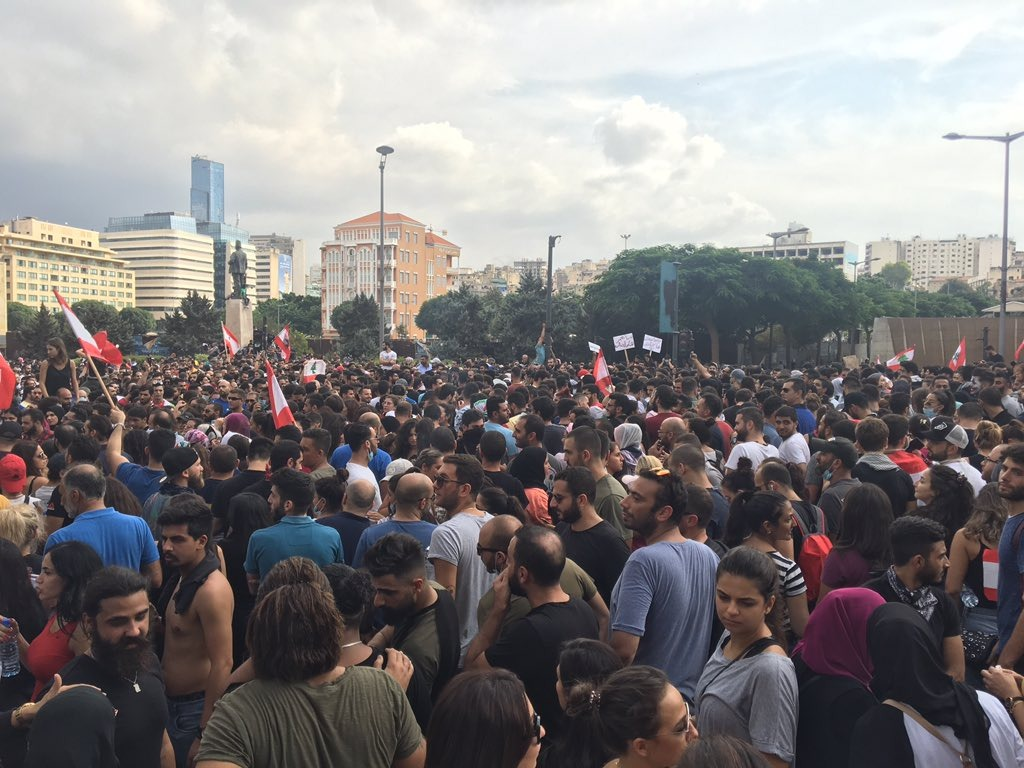
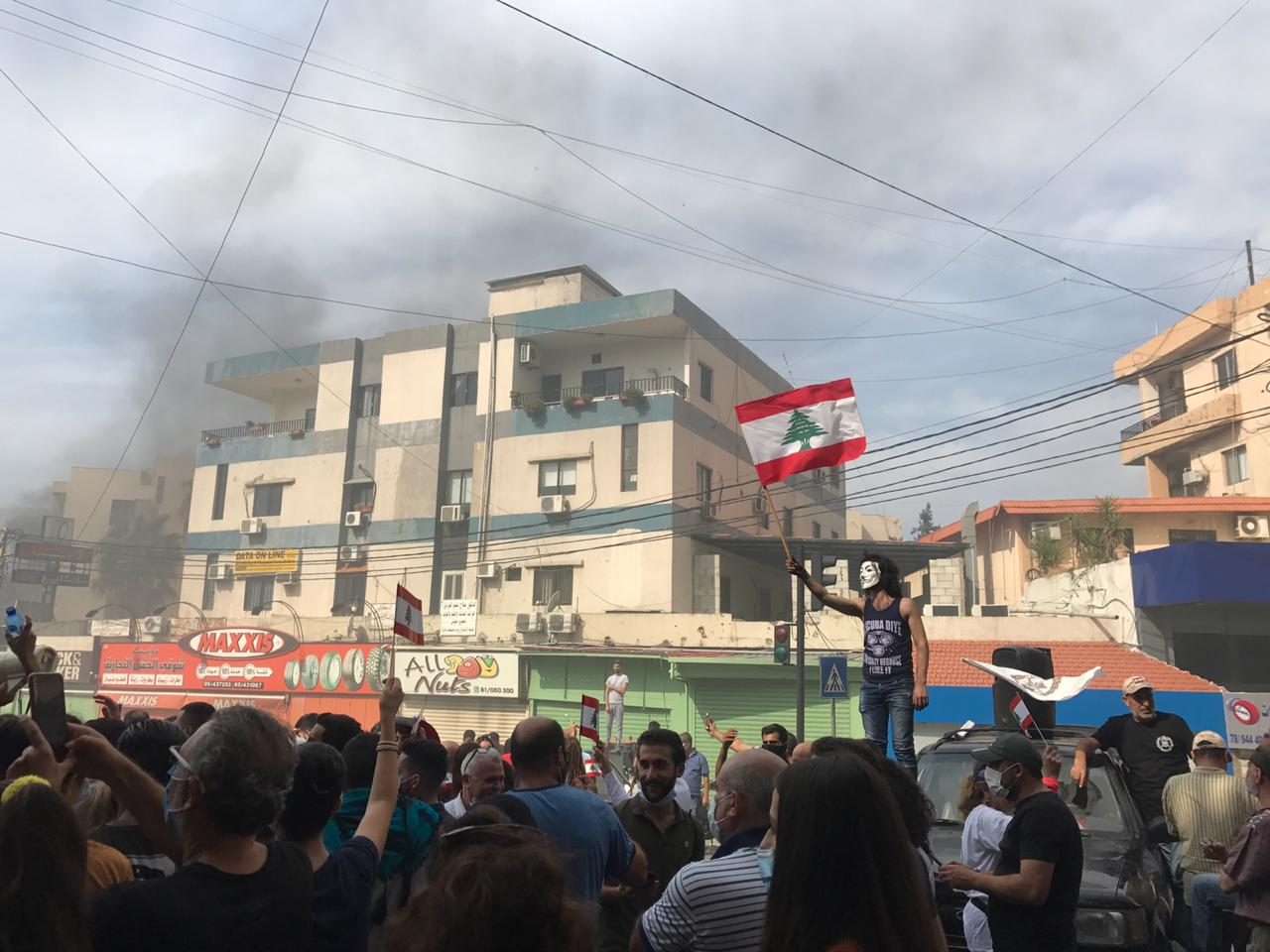
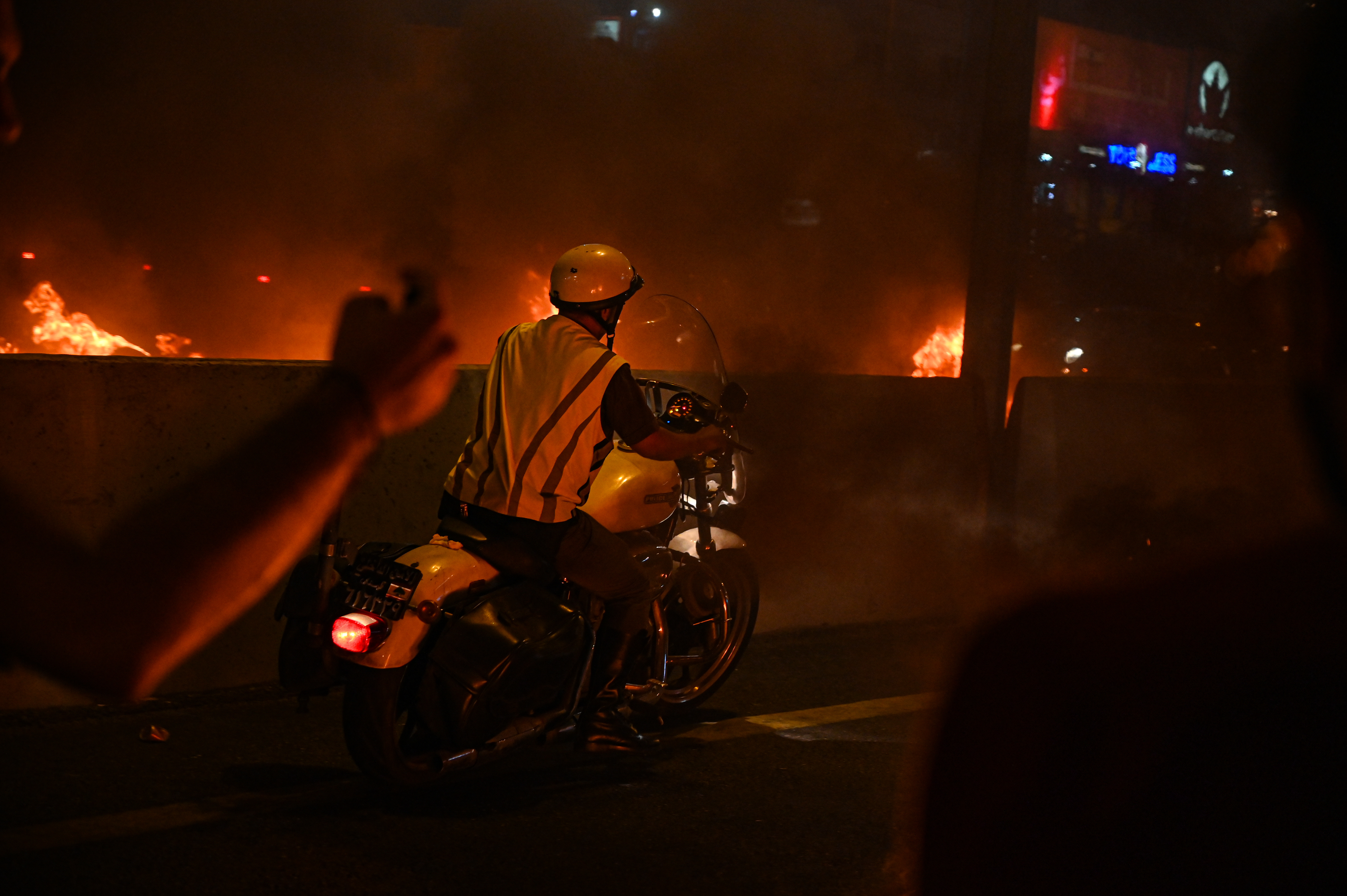